# Македонська греко-католицька церква
Македо́нська гре́ко-католи́цька це́рква (лат. Ecclesiae Graecae Catholico Macedonica; мак. Македонска грчка католичка црква), яку іноді називають, посилаючись на її візантійський обряд, Македо́нською візанті́йською католи́цькою це́рквою (мак. Македонска византиска католичка црква; лат. Byzantinum Ecclesia Catholico Macedonica) — східно-католицька єпархія sui juris, яка знаходиться в повному євхаристійному спілкуванні з Латинською церквою, так і з 22 іншими східно-католицькими церквами, утворюючи разом Католицьку церкву. Використовує македонську мову в літургії та григоріанський календар. Македонська греко-католицька церква складається з єдиної єпархії — Македонської католицької єпархії Пресвятої Богородиці у Струмиці-Скоп'є.

## Історія
Апостольський екзархат для Македонії існував у 1883—1924 роках як частина Болгарської греко-католицької церкви. Після приєднання Македонії до Югославії ця територія відійшла до Крижевецької єпархії. 1924 року екзархат був ліквідований і відновлений уже в 2001 році, у незалежній Македонії.
31 травня 2018 року папа Франциск підніс до рівня єпархії дотеперішній екзархат для вірних візантійського обряду в КЮР Македонії, надаючи новій церковній структурі титул «Єпархія Успіння Пречистої Діви Марії з осідком у Струмиці-Скоп'є», та призначив першим єпархом новоутвореної єпархії владику Кіро Стоянова.

## Сучасність
До 2018 року Македонська греко-католицька церква мала статус апостольського екзархату. Єпископ Скоп'є латинського обряду у той же самий час виконував функцію апостольського екзарха греко-католиків. З 2005 року латинську єпархію Скоп'є й греко-католицький екзархат Македонії (нині єпархію) очолює єпископ Кіро Стоянов. Єпархія нараховує 11 413 парафіян.

## Статистика
Станом на 2020 рік кількість членів Церкви становила приблизно 11 442 вірних з одним єпископом, 9 парафіями, 16 священниками та 15 черницями.
| Рік  | Вірні  | Священики | Парафії |
| ---- | ------ | --------- | ------- |
| 2000 | 10,000 | 10        | 8       |
| 2001 | 6,320  | 9         | 5       |
| 2002 | 11,000 | 8         | 5       |
| 2003 | 11,367 | 8         | 5       |
| 2004 | 11,367 | 9         | 5       |
| 2005 | 11,398 | 9         | 5       |
| 2006 | 11,483 | 8         | 5       |
| 2007 | 11,491 | 8         | 5       |
| 2008 | 15,175 | 10        | 6       |
| 2009 | 15,041 | 11        | 7       |
| 2010 | 15,037 | 11        | 7       |
| 2015 | 11,323 | 15        | 7       |
| 2017 | 11,374 | 16        | 8       |

## Екзархи
Апостольські екзархи
- Лазар Младенов[en] (1883 – 1895), Титулярний єпископ Сатали
- Епіфаній Шанов[en] (1895 – 1922 or 1924), Титулярний єпископ Лівійський
- Йоаким Гербут[en] (2001 – 2005), єпископ Латинської церкви Скоп'є
- Кіро Стоянов (2005 – 2018), єпископ Латинської церкви Скоп'є[15]

Єпархія Струмиці
- Кіро Стоянов (2018 – дотепер), єпископ Латинської церкви Скоп'є